# Clear Lake (Illinois)
Clear Lake – wieś w Stanach Zjednoczonych, w stanie Illinois, w hrabstwie Sangamon.